# Hartog Hijman Tels
Hartog Hijman Tels (Rotterdam, 2 november 1810 – aldaar, 1 november 1885) was advocaat en journalist. Samen met uitgever Hendrik Nijgh maakte hij van de Nieuwe Rotterdamsche Courant een gezaghebbende krant, waarbij hij verantwoordelijk was voor het liberale politieke profiel.

## Biografie
Hartog Hijman Tels werd geboren in een vooraanstaande joodse familie als zoon van juwelenhandelaar Hijman Salomon Tels en Hester Sprengers. Op 16 augustus 1843 trouwde hij met Johanna Hijmans, met wie hij acht kinderen kreeg.
In 1830 begon Tels zijn studie aan de Universiteit Leiden. Op 1 maart 1838 promoveerde hij zowel in de letteren als in de rechten met proefschriften over Ulrik Huber. Na zijn afstuderen vestigde hij zich als advocaat in Rotterdam.
Op 1 januari 1844 werd Tels de eerste hoofdredacteur van de door Hendrik Nijgh opgerichte Nieuwe Rotterdamsche Courant. Onder zijn leiding volgde de krant een liberaal-politieke koers, met steun voor de grondwetsherziening en handelsvrijheid, en een scherpe kritiek op antirevolutionairen en de ‘oligarchische partij’. Hij bleef tot aan zijn overlijden (vanaf 1869 samen met Isaac Arnold Lamping) de hoofdredacteur.
Tels was actief in liberale kringen. Van 1846 tot 1851 was hij lid van de liberale Amstelsociëteit en vanaf 1854 behoorde hij tot de eerste leden van de Vereeniging van Constitutionelen. Hij vervulde bestuursfuncties in kiezersverenigingen zoals Eendragt maakt Magt, waarvan hij zich later afkeerde, en was medeoprichter van Orde, een liberale vereniging gesteund door middenklasse, katholieken en joden.  
In 1879 raakte Tels betrokken bij de zogenaamde affaire-Pincoffs. Als deken van de Rotterdamse orde van advocaten werd hij beschuldigd van belemmering van de rechtsgang in zijn functie als juridisch adviseur van zakenman Lodewijk Pincoffs, waarna hij aftrad. De NRC berichtte nauwelijks over de affaire, waardoor Tels het doelwit werd van antisemitische aanvallen van katholieke en antirevolutionaire zijde.
Binnen de joodse gemeenschap bekleedde Tels belangrijke functies. Hij was lid van de Hoofdcommissie tot de zaken der Israëlieten in Nederland, lid van het kerk- en armbestuur te Rotterdam en voorzitter van de Rotterdamse afdeling van de Maatschappij tot Nut der Israëlieten.
- Biografisch Portaal: 38580588
- Gemeinsame Normdatei: 1055226141
- International Standard Name Identifier: 0000 0003 9791 2550
- Nationale Bibliotheek van Israël: 987010684577205171
- Nederlandse Thesaurus van Auteursnamen: 074711709
- Virtual International Authority File: 69305100